# Витязівська волость
Витязівська волость — історична адміністративно-територіальна одиниця Єлизаветградського повіту Херсонської губернії.
Станом на 1886 рік — складалася з 17 поселень, 17 сільських громад. Населення — 2516 особи (1269 особа чоловічої статі та 1247 — жіночої), 508 дворових господарств.
|                     | Площа, десятин | У тому числі орної, дес. |
| ------------------- | -------------- | ------------------------ |
| Сільських громад    | 2897           | 2557                     |
| Приватної власності | 29067          | 8146                     |
| Казенної власності  | —              | —                        |
| Іншої власності     | 153            | 68                       |
| Загалом             | 32117          | 10771                    |

Найбільші поселення волості:
- Витязівка — село при річці Мертвовод за 70 верст від повітового міста, 518 осіб, 107 дворів, православна церква, земська станція, 5 лавок, базари щонеділі. За 7 верст — православна церква.
- Лозуватка Друга (Дончине) — село при річці Лозуватка, 306 осіб, 66 дворів, єврейський молитовний будинок, базари щонеділі.
- Софієвка (Красне) — село при річці Мертвовод, 232 осіб, 40 дворів, позиково-ощадне товариство.